# ISO 9362
Bank Identifier Code
Pour les articles homonymes, voir Bic.
ISO 9362:1994 est une norme internationale intitulée Banque -- Messages bancaires télétransmis -- Code d'identification des banques élaborée par l'Organisation internationale de normalisation (ISO) et le European Committee for Banking Standards (ECBS).
La norme définit la structure et les composantes d'un code universel d'identification des banques (BIC), destiné à être utilisé dans les traitements automatisés dans les milieux bancaires et financiers.
BIC est l'acronyme de Bank Identifier Code.
La Society for Worldwide Interbank Financial Telecommunication (SWIFT) gère l'enregistrement de ces codes. Pour cette raison, le BIC est aussi souvent appelé code SWIFT.
Dans la zone SEPA, le BIC permet d'effectuer un transfert transfrontalier dont le coût pour le titulaire du compte ne dépasse pas le coût d'un virement à l'intérieur du même pays.

## Spécification
| Composition du BIC                 | Composition du BIC | Composition du BIC | Composition du BIC | Composition du BIC | Composition du BIC | Composition du BIC | Composition du BIC | Composition du BIC | Composition du BIC | Composition du BIC | Composition du BIC | Composition du BIC |
| ---------------------------------- | ------------------ | ------------------ | ------------------ | ------------------ | ------------------ | ------------------ | ------------------ | ------------------ | ------------------ | ------------------ | ------------------ | ------------------ |
| Code Banque                        | Code Banque        | Code Banque        | Code Banque        | Code Pays          | Code Pays          | Code Emplacement   | Code Emplacement   | Code Branche       | Code Branche       | Code Branche       |                    |                    |
| LLLL                               | LLLL               | LLLL               | LLLL               | LL                 | LL                 | XX                 | XX                 | XXX                | XXX                | XXX                |                    |                    |
| L : Lettre - X : Chiffre ou lettre |                    |                    |                    |                    |                    |                    |                    |                    |                    |                    |                    |                    |

Le BIC est constitué de 8 ou 11 caractères :
- Code Banque : 4 caractères définissant la banque d'une manière unique
- Code Pays : 2 caractères constituant le code ISO du pays (ISO 3166-1 alpha-2) (exceptionnellement, SWIFT a attribué le code XK à la République du Kosovo, qui ne possède pas de code de pays ISO 3166-1)
- Code Emplacement : 2 caractères de localisation (alphabétique ou numérique) pour distinguer les banques d'un même pays (ville, État, provinces)
- Code Branche : 3 caractères optionnels définissant l'agence comme une branche de la banque ('XXX' pour le siège central, 'LYO' pour une agence à Lyon, etc.)

Lorsque le code ne contient que 8 caractères, il s'agit du siège central national.
Parfois, SWIFT utilise aussi des BIC sur 12 caractères, pour identifier des points terminaux de son réseau. Ces BIC sur 12 caractères dérivent du BIC sur 11 caractères d'une institution financière, en y insérant 1 caractère entre le code emplacement et le code branche, qui désigne le terminal logique (ou destination locale). Ces 'BIC-12' ne font pas partie du standard ISO, et n'ont de sens que dans le contexte du système SWIFT.

## Exemples
| BIC         | Nom de l'Institution Financière | Code du Pays (ISO 3166-1 alpha-2) | Ville                                | Nom du Pays   |
| ----------- | ------------------------------- | --------------------------------- | ------------------------------------ | ------------- |
| DEUTDEDBDUE | Deutsche Bank                   | DE                                | Francfort-sur-le-Main                | Allemagne     |
| COBADEFF    | Commerzbank AG                  | DE                                | Francfort-sur-le-Main                | Allemagne     |
| GKCCBEBB    | Belfius                         | BE                                | Bruxelles                            | Belgique      |
| ATCICIAB    | Banque atlantique Côte d'Ivoire | CI                                | Abidjan                              | Côte d'Ivoire |
| GEBABEBB    | BNP Paribas Fortis              | BE                                | Bruxelles                            | Belgique      |
| FPELFR21XXX | Nickel (BNP Paribas)            | FR                                | Siège de Charenton-Le-Pont           | France        |
| CCDQCAMM    | Caisses Desjardins              | CA                                | Caisse centrale Desjardins, Montréal | Canada        |
| BNDCCAMMINT | Banque Nationale du Canada      | CA                                | Montréal                             | Canada        |